# Liste der denkmalgeschützten Objekte in Trenčín
Die Liste der denkmalgeschützten Objekte in Trenčín enthält die 151 nach slowakischen Denkmalschutzvorschriften geschützten Objekte in der Gemeinde Trenčín im Okres Trenčín.

## Denkmäler
| Foto |                 | Denkmal / č. ÚZPF                                             | Standort / Konskr. Nr.                                                | Offizielle Beschreibung                                 | Beschreibung                                                                 | Metadaten                                                                    |
| ---- | --------------- | ------------------------------------------------------------- | --------------------------------------------------------------------- | ------------------------------------------------------- | ---------------------------------------------------------------------------- | ---------------------------------------------------------------------------- |
|      | Datei hochladen | Statue auf Sockel(sk) ObjektID: 309-1242/0                    | KG: Kubrá Konskr.Nr.:                                                 | sv.Ján Nepomucký                                        | St. Johannes Nepomuk                                                         | č. NKP: 309-1242/0 Stand des NKP: 2012-02-28 Name: SOCHA NA STĹPE            |
| BW   | Datei hochladen | Denkmal(sk) ObjektID: 309-2422/0                              | Standort KG: Opatová Konskr.Nr.:                                      | padlí v I.+II.sv.v.-25+8;pom.s reliéfmi vojaka a Krista | für die Gefallenen der WK I+II                                               | č. NKP: 309-2422/0 Stand des NKP: 2012-02-28 Name: POMNÍK                    |
| BW   | Datei hochladen | Kirche(sk) ObjektID: 309-1292/1                               | 484 Standort KG: Opatová Konskr.Nr.: 484                              | r.k.sv.Stanislava                                       | römisch-katholische Kirche St. Stanislaus                                    | č. NKP: 309-1292/1 Stand des NKP: 2012-02-28 Name: KOSTOL                    |
| BW   | Datei hochladen | Wehrmauer der Kirche(sk) ObjektID: 309-1292/2                 | 484 Standort KG: Opatová Konskr.Nr.: 484                              |                                                         |                                                                              | č. NKP: 309-1292/2 Stand des NKP: 2012-02-28 Name: OPEVNENIE KOSTOLA         |
| BW   | Datei hochladen | Kirche(sk) ObjektID: 309-1304/0                               | 512 Standort KG: Opatová Konskr.Nr.: 512                              | r.k.sv.Imricha;Pútnický kostol                          | römisch-katholische Wallfahrtskirche St. Imre                                | č. NKP: 309-1304/0 Stand des NKP: 2012-02-28 Name: KOSTOL                    |
| ja   | Datei hochladen | Jesuitenkloster(sk) ObjektID: 309-1305/1                      | 520 Standort KG: Opatová Konskr.Nr.: 520                              | ruina;jezuitský konvent                                 | Ruinen des Jesuitenkonvents                                                  | č. NKP: 309-1305/1 Stand des NKP: 2012-02-28 Name: KLÁŠTOR JEZUITOV          |
| BW   | Datei hochladen | Kapelle(sk) ObjektID: 309-1305/2                              | 520 Standort KG: Opatová Konskr.Nr.: 520                              | r.k.sv.Svorada+Benedikta;3 kaplnky nad sebou            | drei römisch-katholische Kapellen                                            | č. NKP: 309-1305/2 Stand des NKP: 2012-02-28 Name: KAPLNKA                   |
| ja   | Datei hochladen | Höhle mit Portal(sk) ObjektID: 309-1305/3                     | 520 Standort KG: Opatová Konskr.Nr.: 520                              | pustovnícka;jaskyňa sv.Benedikta                        | Eingang zur Einsiedlerhöhle des St. Benedikt                                 | č. NKP: 309-1305/3 Stand des NKP: 2012-02-28 Name: JASKYŇA S PORTÁLOM        |
| ja   | Datei hochladen | Burgmauer(sk) ObjektID: 309-1305/4                            | 520 Standort KG: Opatová Konskr.Nr.: 520                              | severovýchodný                                          | nordöstliche                                                                 | č. NKP: 309-1305/4 Stand des NKP: 2012-02-28 Name: MÚR HRADBOVÝ              |
| BW   | Datei hochladen | Bastion(sk) ObjektID: 309-1305/5                              | 520 Standort KG: Opatová Konskr.Nr.: 520                              | juhozápadná                                             | südwestliche                                                                 | č. NKP: 309-1305/5 Stand des NKP: 2012-02-28 Name: BAŠTA                     |
| BW   | Datei hochladen | westliche Bastion(sk) ObjektID: 309-1305/6                    | 520 Standort KG: Opatová Konskr.Nr.: 520                              | ruina;nárožná bašta                                     | Ruine                                                                        | č. NKP: 309-1305/6 Stand des NKP: 2012-02-28 Name: BAŠTA ZÁPADNÁ             |
| BW   | Datei hochladen | Vorhof(sk) ObjektID: 309-1305/7                               | 520 Standort KG: Opatová Konskr.Nr.: 520                              | ruina                                                   | Ruine                                                                        | č. NKP: 309-1305/7 Stand des NKP: 2012-02-28 Name: NÁDVORIE S OLTÁROM        |
| BW   | Datei hochladen | Denkmal(sk) ObjektID: 309-2445/0                              | Standort KG: Orechové Konskr.Nr.:                                     | padlí v I.+II.sv.v.-12+6                                | für die Gefallenen der WK I+II                                               | č. NKP: 309-2445/0 Stand des NKP: 2012-02-28 Name: POMNÍK                    |
| BW   | Datei hochladen | Kirche(sk) ObjektID: 309-1387/0                               | Orechovská ul. 1 Standort KG: Orechové Konskr.Nr.: 1                  | r.k.sv.Štefana                                          | römisch-katholische Kirche St. Stephanus                                     | č. NKP: 309-1387/0 Stand des NKP: 2012-02-28 Name: KOSTOL                    |
| BW   | Datei hochladen | Kirche(sk) ObjektID: 309-10662/0                              | Biskupická ul. 59 Standort KG: Trenčianske Biskupice Konskr.Nr.: 1779 | r.k.sv.Kozmu a Damiána                                  | römisch-katholische Kirche St. Cosmas und Damian                             | č. NKP: 309-10662/0 Stand des NKP: 2012-02-28 Name: KOSTOL                   |
| ja   | Datei hochladen | Denkmal mit Büste(sk) ObjektID: 309-1343/0                    | Standort KG: Trenčín Konskr.Nr.:                                      | Rizner Ľudovít Vladimír;1849-1913,bibliograf            | des Bibliographen Ludwig Rizner                                              | č. NKP: 309-1343/0 Stand des NKP: 2012-02-28 Name: POMNÍK S BUSTOU           |
|      | Datei hochladen | Befestigungsmauer(sk) ObjektID: 309-1348/2                    | KG: Trenčín Konskr.Nr.:                                               | ruina                                                   |                                                                              | č. NKP: 309-1348/2 Stand des NKP: 2012-02-28 Name: MÚR HRADBOVÝ              |
|      | Datei hochladen | Siedlung(sk) ObjektID: 309-1382/0                             | KG: Trenčín Konskr.Nr.:                                               | skúmané                                                 | untersucht                                                                   | č. NKP: 309-1382/0 Stand des NKP: 2012-02-28 Name: SÍDLISKO                  |
| ja   | Datei hochladen | Wohnturm(sk) Burg Trenčín ObjektID: 309-1345/1                | Standort KG: Trenčín Konskr.Nr.: 81                                   | Veža Matúšova,donjon                                    | Matthäus Turm, Bergfried                                                     | č. NKP: 309-1345/1 Stand des NKP: 2012-02-28 Name: VEŽA OBYTNÁ               |
|      | Datei hochladen | Burgkapelle(sk) ObjektID: 309-1345/2                          | KG: Trenčín Konskr.Nr.: 81                                            | r.k.                                                    | römisch-katholische Burgkapelle                                              | č. NKP: 309-1345/2 Stand des NKP: 2012-02-28 Name: KAPLNKA HRADNÁ            |
| ja   | Datei hochladen | Burgpalast 1(sk) ObjektID: 309-1345/3                         | KG: Trenčín Konskr.Nr.: 81                                            | Ľudovítov palác                                         | Ludwigpalast                                                                 | č. NKP: 309-1345/3 Stand des NKP: 2012-02-28 Name: PALÁC HRADNÝ I.           |
| ja   | Datei hochladen | Burgpalast 2(sk) ObjektID: 309-1345/4                         | KG: Trenčín Konskr.Nr.: 81                                            | Barborin palác                                          | Barbarapalast                                                                | č. NKP: 309-1345/4 Stand des NKP: 2012-02-28 Name: PALÁC HRADNÝ II.          |
| ja   | Datei hochladen | Burgbefestigung(sk) ObjektID: 309-1345/5                      | KG: Trenčín Konskr.Nr.: 81                                            |                                                         |                                                                              | č. NKP: 309-1345/5 Stand des NKP: 2012-02-28 Name: OPEVNENIE HRADU           |
|      | Datei hochladen | Befestigungstor(sk) ObjektID: 309-1345/6                      | KG: Trenčín Konskr.Nr.: 81                                            | východná                                                |                                                                              | č. NKP: 309-1345/6 Stand des NKP: 2012-02-28 Name: BRÁNA OPEVNENIA           |
|      | Datei hochladen | Burgturm(sk) ObjektID: 309-1345/7                             | KG: Trenčín Konskr.Nr.: 81                                            | Letná veža                                              | Sommerturm                                                                   | č. NKP: 309-1345/7 Stand des NKP: 2012-02-28 Name: VEŽA HRADNÁ               |
|      | Datei hochladen | Wirtschaftsgebäude(sk) ObjektID: 309-1345/8                   | KG: Trenčín Konskr.Nr.: 81                                            |                                                         |                                                                              | č. NKP: 309-1345/8 Stand des NKP: 2012-02-28 Name: STAVBA HOSPODÁRSKA        |
|      | Datei hochladen | Burgbrücke(sk) ObjektID: 309-1345/9                           | KG: Trenčín Konskr.Nr.: 81                                            |                                                         |                                                                              | č. NKP: 309-1345/9 Stand des NKP: 2012-02-28 Name: MOST HRADNÝ               |
|      | Datei hochladen | Befestigungstor 4(sk) ObjektID: 309-1345/10                   | KG: Trenčín Konskr.Nr.: 81                                            |                                                         |                                                                              | č. NKP: 309-1345/10 Stand des NKP: 2012-02-28 Name: BRÁNA OPEVNENIA IV.      |
| ja   | Datei hochladen | Burgpalast 3(sk) ObjektID: 309-1345/11                        | KG: Trenčín Konskr.Nr.: 81                                            | Zápoľského palác                                        | Zápoľský Palast                                                              | č. NKP: 309-1345/11 Stand des NKP: 2012-02-28 Name: PALÁC HRADNÝ III.        |
|      | Datei hochladen | Bastion(sk) ObjektID: 309-1345/12                             | KG: Trenčín Konskr.Nr.: 81                                            | Veľká bašta                                             | große Bastion                                                                | č. NKP: 309-1345/12 Stand des NKP: 2012-02-28 Name: BAŠTA                    |
| ja   | Datei hochladen | Burghof(sk) ObjektID: 309-1345/13                             | KG: Trenčín Konskr.Nr.: 81                                            | hlavné nádvorie                                         | Haupthof                                                                     | č. NKP: 309-1345/13 Stand des NKP: 2012-02-28 Name: NÁDVORIE HRADNÉ          |
|      | Datei hochladen | Burghof(sk) ObjektID: 309-1345/14                             | KG: Trenčín Konskr.Nr.: 81                                            | vstupné nádvorie                                        | Eingangshof                                                                  | č. NKP: 309-1345/14 Stand des NKP: 2012-02-28 Name: NÁDVORIE HRADNÉ          |
|      | Datei hochladen | Wache(sk) ObjektID: 309-1345/15                               | KG: Trenčín Konskr.Nr.: 81                                            | Vstupný objekt                                          | Eingangswache                                                                | č. NKP: 309-1345/15 Stand des NKP: 2012-02-28 Name: BUDOVA VSTUPNÁ           |
|      | Datei hochladen | Mühle(sk) ObjektID: 309-1345/16                               | KG: Trenčín Konskr.Nr.: 81                                            |                                                         |                                                                              | č. NKP: 309-1345/16 Stand des NKP: 2012-02-28 Name: MLYN                     |
|      | Datei hochladen | Burgkapelle(sk) ObjektID: 309-1345/17                         | KG: Trenčín Konskr.Nr.: 81                                            | stará;Stará kaplnka                                     | alte Kapelle                                                                 | č. NKP: 309-1345/17 Stand des NKP: 2012-02-28 Name: KAPLNKA HRADNÁ           |
| BW   | Datei hochladen | Burgmauer(sk) ObjektID: 309-1345/18                           | Standort KG: Trenčín Konskr.Nr.: 81                                   | severné                                                 | nördliche                                                                    | č. NKP: 309-1345/18 Stand des NKP: 2012-02-28 Name: OPEVNENIE HRADU          |
|      | Datei hochladen | PRACHÁREŇ ObjektID: 309-1345/19                               | KG: Trenčín Konskr.Nr.: 81                                            |                                                         |                                                                              | č. NKP: 309-1345/19 Stand des NKP: 2012-02-28 Name: PRACHÁREŇ                |
|      | Datei hochladen | Reservoir(sk) ObjektID: 309-1345/20                           | KG: Trenčín Konskr.Nr.: 81                                            |                                                         |                                                                              | č. NKP: 309-1345/20 Stand des NKP: 2012-02-28 Name: NÁDRŽ VODNÁ              |
|      | Datei hochladen | Wohnhaus(sk) ObjektID: 309-1345/21                            | KG: Trenčín Konskr.Nr.: 81                                            | domovník                                                | Hausmeister                                                                  | č. NKP: 309-1345/21 Stand des NKP: 2012-02-28 Name: DOM BYTOVÝ               |
| ja   | Datei hochladen | Burgbrunnen(sk) ObjektID: 309-1345/22                         | KG: Trenčín Konskr.Nr.: 81                                            | Hradná studňa                                           |                                                                              | č. NKP: 309-1345/22 Stand des NKP: 2012-02-28 Name: STUDŇA HRADNÁ            |
| BW   | Datei hochladen | Burghof(sk) ObjektID: 309-1345/23                             | Standort KG: Trenčín Konskr.Nr.: 81                                   | dolné nádvorie                                          | unterer Hof                                                                  | č. NKP: 309-1345/23 Stand des NKP: 2012-02-28 Name: NÁDVORIE HRADNÉ          |
| BW   | Datei hochladen | Burghof(sk) ObjektID: 309-1345/24                             | Standort KG: Trenčín Konskr.Nr.: 81                                   | horné nádvorie                                          | oberer Hof                                                                   | č. NKP: 309-1345/24 Stand des NKP: 2012-02-28 Name: NÁDVORIE HRADNÉ          |
|      | Datei hochladen | Wehr(sk) ObjektID: 309-1345/25                                | KG: Trenčín Konskr.Nr.: 81                                            |                                                         |                                                                              | č. NKP: 309-1345/25 Stand des NKP: 2012-02-28 Name: PREDBRÁNIE               |
|      | Datei hochladen | Burgmauer(sk) ObjektID: 309-1345/26                           | KG: Trenčín Konskr.Nr.: 81                                            | predbránie                                              | Wehr                                                                         | č. NKP: 309-1345/26 Stand des NKP: 2012-02-28 Name: MÚR HRADBOVÝ             |
|      | Datei hochladen | Befestigungstor 1(sk) ObjektID: 309-1345/27                   | KG: Trenčín Konskr.Nr.: 81                                            |                                                         |                                                                              | č. NKP: 309-1345/27 Stand des NKP: 2012-02-28 Name: BRÁNA OPEVNENIA I.       |
|      | Datei hochladen | Burgmauer(sk) ObjektID: 309-1345/28                           | KG: Trenčín Konskr.Nr.: 81                                            | za I.bránou                                             | am 1. Tor                                                                    | č. NKP: 309-1345/28 Stand des NKP: 2012-02-28 Name: MÚR HRADBOVÝ             |
| BW   | Datei hochladen | Burgmauer(sk) ObjektID: 309-1345/29                           | Standort KG: Trenčín Konskr.Nr.: 81                                   | severozápadný                                           | nordwestlich                                                                 | č. NKP: 309-1345/29 Stand des NKP: 2012-02-28 Name: MÚR HRADBOVÝ             |
|      | Datei hochladen | Kanonenbastion(sk) ObjektID: 309-1345/30                      | KG: Trenčín Konskr.Nr.: 81                                            | Delová bašta                                            |                                                                              | č. NKP: 309-1345/30 Stand des NKP: 2012-02-28 Name: BAŠTA DELOVÁ             |
| BW   | Datei hochladen | Burgmauer(sk) ObjektID: 309-1345/31                           | Standort KG: Trenčín Konskr.Nr.: 81                                   | severovýchodný                                          | nordöstlich                                                                  | č. NKP: 309-1345/31 Stand des NKP: 2012-02-28 Name: MÚR HRADBOVÝ             |
| ja   | Datei hochladen | Wehrturm(sk) ObjektID: 309-1345/32                            | KG: Trenčín Konskr.Nr.: 81                                            | Hladomorňa,Kráľovská veža                               | Verlies, Königsturm                                                          | č. NKP: 309-1345/32 Stand des NKP: 2012-02-28 Name: VEŽA HRADNÁ              |
|      | Datei hochladen | Burgmauer(sk) ObjektID: 309-1345/33                           | KG: Trenčín Konskr.Nr.: 81                                            |                                                         |                                                                              | č. NKP: 309-1345/33 Stand des NKP: 2012-02-28 Name: MÚR HRADBOVÝ             |
|      | Datei hochladen | Bastion(sk) ObjektID: 309-1345/34                             | KG: Trenčín Konskr.Nr.: 81                                            | batériová;Batériová bašta                               | Batteriebastion                                                              | č. NKP: 309-1345/34 Stand des NKP: 2012-02-28 Name: BAŠTA                    |
|      | Datei hochladen | Wehr(sk) ObjektID: 309-1345/35                                | KG: Trenčín Konskr.Nr.: 81                                            | Predbránie 3.brány                                      | Wehr, 3 Tore                                                                 | č. NKP: 309-1345/35 Stand des NKP: 2012-02-28 Name: PREDBRÁNIE               |
| BW   | Datei hochladen | Burgmauer(sk) ObjektID: 309-1345/36                           | Standort KG: Trenčín Konskr.Nr.: 81                                   | juhozápadný                                             | südwestliche                                                                 | č. NKP: 309-1345/36 Stand des NKP: 2012-02-28 Name: MÚR HRADBOVÝ             |
|      | Datei hochladen | Kaserne(sk) ObjektID: 309-1345/37                             | KG: Trenčín Konskr.Nr.: 81                                            | Kasáreň                                                 |                                                                              | č. NKP: 309-1345/37 Stand des NKP: 2012-02-28 Name: KASÁRNE                  |
|      | Datei hochladen | Wehrturm(sk) ObjektID: 309-1345/38                            | KG: Trenčín Konskr.Nr.: 81                                            | Hodinová veža                                           | Glockenturm                                                                  | č. NKP: 309-1345/38 Stand des NKP: 2012-02-28 Name: VEŽA HRADNÁ              |
|      | Datei hochladen | Wehrturm(sk) ObjektID: 309-1345/39                            | KG: Trenčín Konskr.Nr.: 81                                            | Veterná veža                                            | Windturm                                                                     | č. NKP: 309-1345/39 Stand des NKP: 2012-02-28 Name: VEŽA HRADNÁ              |
| BW   | Datei hochladen | Burgmauer 1(sk) ObjektID: 309-1345/40                         | Standort KG: Trenčín Konskr.Nr.: 81                                   | juhovýchodný                                            | südöstliche                                                                  | č. NKP: 309-1345/40 Stand des NKP: 2012-02-28 Name: MÚR HRADBOVÝ I.          |
| BW   | Datei hochladen | Burgmauer 2(sk) ObjektID: 309-1345/41                         | Standort KG: Trenčín Konskr.Nr.: 81                                   | juhovýchodný                                            | südöstliche                                                                  | č. NKP: 309-1345/41 Stand des NKP: 2012-02-28 Name: MÚR HRADBOVÝ II.         |
|      | Datei hochladen | Wehrturm(sk) ObjektID: 309-1345/42                            | KG: Trenčín Konskr.Nr.: 81                                            | Batériová veža,Jeremiášova vež                          | Batterieturm, Jeremiah Turm                                                  | č. NKP: 309-1345/42 Stand des NKP: 2012-02-28 Name: VEŽA HRADNÁ              |
| BW   | Datei hochladen | Burgmauer(sk) ObjektID: 309-1345/43                           | Standort KG: Trenčín Konskr.Nr.: 81                                   | západný,vnútorný                                        | westliche, innere                                                            | č. NKP: 309-1345/43 Stand des NKP: 2012-02-28 Name: MÚR HRADBOVÝ             |
|      | Datei hochladen | Burghof(sk) ObjektID: 309-1345/44                             | KG: Trenčín Konskr.Nr.: 81                                            | Nádvorie vnút.opevn.                                    |                                                                              | č. NKP: 309-1345/44 Stand des NKP: 2012-02-28 Name: NÁDVORIE HRADNÉ          |
| BW   | Datei hochladen | Terrasse(sk) ObjektID: 309-1345/45                            | Standort KG: Trenčín Konskr.Nr.: 81                                   | zemná;Terasa zemná                                      |                                                                              | č. NKP: 309-1345/45 Stand des NKP: 2012-02-28 Name: TERASA                   |
| BW   | Datei hochladen | Burgmauer(sk) ObjektID: 309-1345/46                           | Standort KG: Trenčín Konskr.Nr.: 81                                   | stredný                                                 | mittlere                                                                     | č. NKP: 309-1345/46 Stand des NKP: 2012-02-28 Name: MÚR HRADBOVÝ             |
|      | Datei hochladen | Graben(sk) ObjektID: 309-1345/47                              | KG: Trenčín Konskr.Nr.: 81                                            | stredný hradbový múr                                    |                                                                              | č. NKP: 309-1345/47 Stand des NKP: 2012-02-28 Name: PRIEKOPA VNÚTORNÁ        |
| BW   | Datei hochladen | Burgmauer(sk) ObjektID: 309-1345/48                           | Standort KG: Trenčín Konskr.Nr.: 81                                   | vonkajší                                                | außen                                                                        | č. NKP: 309-1345/48 Stand des NKP: 2012-02-28 Name: MÚR HRADBOVÝ             |
| ja   | Datei hochladen | Wehrturm(sk) ObjektID: 309-1345/49                            | Standort KG: Trenčín Konskr.Nr.: 81                                   | mlynská veža                                            | Mühlenturm                                                                   | č. NKP: 309-1345/49 Stand des NKP: 2012-02-28 Name: VEŽA HRADNÁ              |
|      | Datei hochladen | Burgmauer(sk) ObjektID: 309-1345/50                           | KG: Trenčín Konskr.Nr.: 81                                            |                                                         |                                                                              | č. NKP: 309-1345/50 Stand des NKP: 2012-02-28 Name: MÚR HRADBOVÝ             |
|      | Datei hochladen | Außengraben(sk) ObjektID: 309-1345/51                         | KG: Trenčín Konskr.Nr.: 81                                            |                                                         |                                                                              | č. NKP: 309-1345/51 Stand des NKP: 2012-02-28 Name: PRIEKOPA VONKAJŠIA       |
|      | Datei hochladen | Burgbrücke(sk) ObjektID: 309-1345/52                          | KG: Trenčín Konskr.Nr.: 81                                            | mlynská veža                                            |                                                                              | č. NKP: 309-1345/52 Stand des NKP: 2012-02-28 Name: MOST HRADNÝ              |
|      | Datei hochladen | VAL HVIEZDICE ObjektID: 309-1345/53                           | KG: Trenčín Konskr.Nr.: 81                                            |                                                         |                                                                              | č. NKP: 309-1345/53 Stand des NKP: 2012-02-28 Name: VAL HVIEZDICE            |
| ja   | Datei hochladen | ehemalige Kirche(sk) ObjektID: 309-1345/54                    | Standort KG: Trenčín Konskr.Nr.: 81                                   | ruina;rotunda                                           | Ruine                                                                        | č. NKP: 309-1345/54 Stand des NKP: 2012-02-28 Name: KOSTOL ZÁKLADY           |
|      | Datei hochladen | Mühle(sk) ObjektID: 309-1345/55                               | KG: Trenčín Konskr.Nr.: 81                                            | ruina                                                   | Ruine                                                                        | č. NKP: 309-1345/55 Stand des NKP: 2012-02-28 Name: MLYN                     |
|      | Datei hochladen | Gedenkinschrift(sk) ObjektID: 309-1345/56                     | KG: Trenčín Konskr.Nr.: 81                                            | rímsky                                                  | römisch                                                                      | č. NKP: 309-1345/56 Stand des NKP: 2012-02-28 Name: NÁPIS PAMÄTNÝ            |
| ja   | Datei hochladen | Relief(sk) ObjektID: 309-1345/57                              | Standort KG: Trenčín Konskr.Nr.: 81                                   | Jiskra Jan;1400-1469,vojvodca                           | Relief von Jan Jiskra, Befehlshaber                                          | č. NKP: 309-1345/57 Stand des NKP: 2012-02-28 Name: RELIÉF                   |
|      | Datei hochladen | Empfangsgebäude(sk) ObjektID: 309-10449/0                     | 446 KG: Trenčín Konskr.Nr.: 446                                       | železničná;Bývalá železničná stanica                    | ehemaliger Bahnhof                                                           | č. NKP: 309-10449/0 Stand des NKP: 2012-02-28 Name: BUDOVA VÝPRAVNÁ          |
| BW   | Datei hochladen | Kirche(sk) ObjektID: 309-10448/0                              | 1.mája ul. 0 Standort KG: Trenčín Konskr.Nr.: 167                     | r.k.Nepoškvr.počatia P.M.;kostol Notre Dame             | römisch-katholische Kirche Unserer lieben Frau der jungfräulichen Empfängnis | č. NKP: 309-10448/0 Stand des NKP: 2012-02-28 Name: KOSTOL                   |
| ja   | Datei hochladen | Kirche(sk) ObjektID: 309-1379/0                               | Braneckého J. ul. 0 Standort KG: Trenčín Konskr.Nr.:                  | ev.a.v.                                                 | evangelische Kirche                                                          | č. NKP: 309-1379/0 Stand des NKP: 2012-02-28 Name: KOSTOL                    |
| ja   | Datei hochladen | Treppenhaus(sk) ObjektID: 309-1375/3                          | Farská ul. Standort KG: Trenčín Konskr.Nr.:                           | kryté                                                   | gedeckt                                                                      | č. NKP: 309-1375/3 Stand des NKP: 2012-02-28 Name: SCHODISKO                 |
| ja   | Datei hochladen | Gedenktafel mit Büste(sk) ObjektID: 309-2449/0                | Farská ul. 2 Standort KG: Trenčín Konskr.Nr.:                         | Brančík Karol Jozef;1842-1915,múzejník,lekár            | des Museumsdirektors und Ethnologen Karl Brančík                             | č. NKP: 309-2449/0 Stand des NKP: 2012-02-28 Name: TABUĽA PAMÄTNÁ S BUSTOU   |
| ja   | Datei hochladen | Bürgerhaus(sk) ObjektID: 309-1373/0                           | Farská ul. 3 Standort KG: Trenčín Konskr.Nr.: 46                      | prejazdový,radový                                       | Reihenhaus, Passage                                                          | č. NKP: 309-1373/0 Stand des NKP: 2012-02-28 Name: DOM MEŠTIANSKY            |
| ja   | Datei hochladen | Bürgerhaus(sk) ObjektID: 309-1374/0                           | Farská ul. 6 Standort KG: Trenčín Konskr.Nr.: 49                      | prejazdový,radový                                       | Reihenhaus, Passage                                                          | č. NKP: 309-1374/0 Stand des NKP: 2012-02-28 Name: DOM MEŠTIANSKY            |
| ja   | Datei hochladen | Bürgerhaus(sk) ObjektID: 309-10440/0                          | Farská ul. 10 Standort KG: Trenčín Konskr.Nr.: 51                     | prejazdový,radový                                       | Reihenhaus, Passage                                                          | č. NKP: 309-10440/0 Stand des NKP: 2012-02-28 Name: DOM MEŠTIANSKY           |
| ja   | Datei hochladen | Bürgerhaus(sk) ObjektID: 309-10441/0                          | Farská ul. 12 Standort KG: Trenčín Konskr.Nr.: 52                     | prejazdový,nárožný;r.k.fara                             | Eckhaus, Passage, römisch-katholische Pfarrei                                | č. NKP: 309-10441/0 Stand des NKP: 2012-02-28 Name: DOM MEŠTIANSKY           |
|      | Datei hochladen | Fragment der Befestigungsmauer(sk) ObjektID: 309-11606/0      | Jaselská ul. KG: Trenčín Konskr.Nr.:                                  | murivo základové,skúmané;vonkajšia línia hradieb        |                                                                              | č. NKP: 309-11606/0 Stand des NKP: 2012-02-28 Name: OPEVNENIE-FRAGMENT       |
| ja   | Datei hochladen | Kirche(sk) ObjektID: 309-1375/1                               | Matúšova ul. 2 Standort KG: Trenčín Konskr.Nr.: 2                     | r.k.Narodenia P.M.                                      | römisch-katholische Pfarrkirche Mariä Geburt                                 | č. NKP: 309-1375/1 Stand des NKP: 2012-02-28 Name: KOSTOL                    |
| ja   | Datei hochladen | Karner(sk) ObjektID: 309-1375/2                               | Matúšova ul. 2 Standort KG: Trenčín Konskr.Nr.:                       | r.k.sv.Michala                                          | römisch-katholische Kirche St. Michael                                       | č. NKP: 309-1375/2 Stand des NKP: 2012-02-28 Name: KARNER                    |
| BW   | Datei hochladen | Wirtschaftsgebäude(sk) ObjektID: 309-1375/4                   | Matúšova ul. 1 Standort KG: Trenčín Konskr.Nr.: 57                    |                                                         |                                                                              | č. NKP: 309-1375/4 Stand des NKP: 2012-02-28 Name: STAVBA HOSPODÁRSKA        |
| ja   | Datei hochladen | Pfarrhof(sk) ObjektID: 309-1375/5                             | Matúšova ul. 2 Standort KG: Trenčín Konskr.Nr.: 58                    | r.k.                                                    | römisch-katholische Pfarrei                                                  | č. NKP: 309-1375/5 Stand des NKP: 2012-02-28 Name: FARA                      |
| ja   | Datei hochladen | Wehrmauer der Kirche(sk) ObjektID: 309-1375/6                 | Matúšova ul. Standort KG: Trenčín Konskr.Nr.:                         |                                                         |                                                                              | č. NKP: 309-1375/6 Stand des NKP: 2012-02-28 Name: OPEVNENIE KOSTOLA         |
| ja   | Datei hochladen | Bürgerhaus(sk) ObjektID: 309-2465/0                           | Matúšova ul. 14 Standort KG: Trenčín Konskr.Nr.:                      | solitér;Katov dom                                       | Haus Katov                                                                   | č. NKP: 309-2465/0 Stand des NKP: 2012-02-28 Name: DOM MEŠTIANSKY            |
|      | Datei hochladen | Wohnhaus(sk) ObjektID: 309-10438/0                            | Matúšova ul. 20 KG: Trenčín Konskr.Nr.: 74                            | schodiskový,solitér;nájomný mestský dom                 | Miet-Stadthaus                                                               | č. NKP: 309-10438/0 Stand des NKP: 2012-02-28 Name: DOM BYTOVÝ               |
| ja   | Datei hochladen | Wehrturm(sk) ObjektID: 309-1348/1                             | Mierové nám. 0 Standort KG: Trenčín Konskr.Nr.:                       | Dolná brána,Mestská veža                                | Unteres Tor, Stadtturm                                                       | č. NKP: 309-1348/1 Stand des NKP: 2012-02-28 Name: VEŽA BRÁNOVÁ              |
| ja   | Datei hochladen | Statue auf Säule(sk) ObjektID: 309-1381/0                     | Mierové nám. Standort KG: Trenčín Konskr.Nr.:                         | sv.Trojica;Morový stĺp                                  | Heilige Dreifaltigkeit, Pestsäule                                            | č. NKP: 309-1381/0 Stand des NKP: 2012-02-28 Name: SÚSOŠIE NA STĹPE          |
| ja   | Datei hochladen | Bürgerhaus(sk) ObjektID: 309-1349/1                           | Mierové nám. 1 Standort KG: Trenčín Konskr.Nr.: 4                     | prejazdový,nárožný                                      | Eckhaus, Passage                                                             | č. NKP: 309-1349/1 Stand des NKP: 2012-02-28 Name: DOM MEŠTIANSKY            |
|      | Datei hochladen | Gedenktafel(sk) ObjektID: 309-1349/2                          | Mierové nám. 1 KG: Trenčín Konskr.Nr.: 4                              | kníhtlačiareň;1637-1664,1.kníhtlačiareň                 | für die erste Druckerei 1637 bis 1664                                        | č. NKP: 309-1349/2 Stand des NKP: 2012-02-28 Name: TABUĽA PAMÄTNÁ            |
| ja   | Datei hochladen | Bürgerhaus(sk) ObjektID: 309-1350/0                           | Mierové nám. 3 Standort KG: Trenčín Konskr.Nr.: 3                     | prejazdový,radový                                       | Reihenhaus, Passage                                                          | č. NKP: 309-1350/0 Stand des NKP: 2012-02-28 Name: DOM MEŠTIANSKY            |
| ja   | Datei hochladen | Mehrzweckgebäude(sk) ObjektID: 309-11346/0                    | Mierové nám. 4 Standort KG: Trenčín Konskr.Nr.: 4                     | nárožný;Slovenská sporiteľňa                            | Eckhaus, slowakische Sparkasse                                               | č. NKP: 309-11346/0 Stand des NKP: 2012-02-28 Name: DOM POLYFUNKČNÝ          |
| ja   | Datei hochladen | Bürgerhaus(sk) ObjektID: 309-1351/0                           | Mierové nám. 5 Standort KG: Trenčín Konskr.Nr.: 5                     | prejazdový,nárožný                                      | Eckhaus, Passage                                                             | č. NKP: 309-1351/0 Stand des NKP: 2012-02-28 Name: DOM MEŠTIANSKY            |
| ja   | Datei hochladen | Bürgerhaus(sk) ObjektID: 309-10439/0                          | Mierové nám. 6 Standort KG: Trenčín Konskr.Nr.: 6                     | prejazdový,radový                                       | Reihenhaus, Passage                                                          | č. NKP: 309-10439/0 Stand des NKP: 2012-02-28 Name: DOM MEŠTIANSKY           |
| ja   | Datei hochladen | Piaristenkloster(sk) ObjektID: 309-1377/1                     | Mierové nám. 7 Standort KG: Trenčín Konskr.Nr.: 7                     | piaristický                                             |                                                                              | č. NKP: 309-1377/1 Stand des NKP: 2012-02-28 Name: KLÁŠTOR PIARISTOV         |
| ja   | Datei hochladen | Kirche(sk) ObjektID: 309-1377/2                               | Mierové nám. 7 Standort KG: Trenčín Konskr.Nr.: 43                    | r.k.sv.Františka Xaverského;piaristický                 | römisch-katholische Kirche St. Franz Xaver, Piaristen                        | č. NKP: 309-1377/2 Stand des NKP: 2012-02-28 Name: KOSTOL                    |
| BW   | Datei hochladen | Bürgerhaus(sk) ObjektID: 309-1352/0                           | Mierové nám. 8 Standort KG: Trenčín Konskr.Nr.: 8                     | sieňový,radový                                          | Reihenhaus                                                                   | č. NKP: 309-1352/0 Stand des NKP: 2012-02-28 Name: DOM MEŠTIANSKY            |
| BW   | Datei hochladen | Bürgerhaus(sk) ObjektID: 309-1353/0                           | Mierové nám. 10 Standort KG: Trenčín Konskr.Nr.:                      | prejazdový,radový                                       | Reihenhaus, Passage                                                          | č. NKP: 309-1353/0 Stand des NKP: 2012-02-28 Name: DOM MEŠTIANSKY            |
| ja   | Datei hochladen | Bürgerhaus(sk) ObjektID: 309-1354/0                           | Mierové nám. 12 Standort KG: Trenčín Konskr.Nr.: 12                   | prejazdový,radový                                       | Reihenhaus, Passage                                                          | č. NKP: 309-1354/0 Stand des NKP: 2012-02-28 Name: DOM MEŠTIANSKY            |
| ja   | Datei hochladen | Bürgerhaus(sk) ObjektID: 309-1355/0                           | Mierové nám. 13 Standort KG: Trenčín Konskr.Nr.: 13                   | prejazdový,radový                                       | Reihenhaus, Passage                                                          | č. NKP: 309-1355/0 Stand des NKP: 2012-02-28 Name: DOM MEŠTIANSKY            |
| ja   | Datei hochladen | Bürgerhaus(sk) ObjektID: 309-1356/0                           | Mierové nám. 14 Standort KG: Trenčín Konskr.Nr.: 14                   | prejazdový,radový                                       | Reihenhaus, Passage                                                          | č. NKP: 309-1356/0 Stand des NKP: 2012-02-28 Name: DOM MEŠTIANSKY            |
| ja   | Datei hochladen | Bürgerhaus(sk) ObjektID: 309-1357/1                           | Mierové nám. 16 Standort KG: Trenčín Konskr.Nr.: 16                   | prejazdový,radový;Hostinec "U orla"                     | Reihenhaus, Passage, (ehem.) Gasthaus " Der Adler "                          | č. NKP: 309-1357/1 Stand des NKP: 2012-02-28 Name: DOM MEŠTIANSKY            |
| BW   | Datei hochladen | Bürgerhaus(sk) ObjektID: 309-1357/2                           | Mierové nám. 16 Standort KG: Trenčín Konskr.Nr.: 16                   |                                                         | ??                                                                           | č. NKP: 309-1357/2 Stand des NKP: 2012-02-28 Name: DOM MEŠTIANSKY            |
| ja   | Datei hochladen | Bürgerhaus(sk) ObjektID: 309-1358/0                           | Mierové nám. 17 Standort KG: Trenčín Konskr.Nr.: 17                   | prejazdový,radový                                       | Reihenhaus, Passage                                                          | č. NKP: 309-1358/0 Stand des NKP: 2012-02-28 Name: DOM MEŠTIANSKY            |
| ja   | Datei hochladen | DOM MEŠTIANSKY PAMÄTNÝ ObjektID: 309-2451/1                   | Mierové nám. 19 Standort KG: Trenčín Konskr.Nr.: 19                   | radový;Fatima,obchodný dom,kino                         | Reihenhaus, Passage, Geschäft, Fatima, Kino                                  | č. NKP: 309-2451/1 Stand des NKP: 2012-02-28 Name: DOM MEŠTIANSKY PAMÄTNÝ    |
| BW   | Datei hochladen | Gedenktafel(sk) ObjektID: 309-2451/2                          | Mierové nám. 19 Standort KG: Trenčín Konskr.Nr.: 19                   | Clementis V.;1902-1952,politik                          | für Vladimír Clementis, Politiker, Jurist, Schriftsteller und Übersetzer     | č. NKP: 309-2451/2 Stand des NKP: 2012-02-28 Name: TABUĽA PAMÄTNÁ            |
| ja   | Datei hochladen | Bürgerhaus(sk) ObjektID: 309-1359/0                           | Mierové nám. 20 Standort KG: Trenčín Konskr.Nr.: 20                   | prejazdový,radový                                       | Reihenhaus, Passage                                                          | č. NKP: 309-1359/0 Stand des NKP: 2012-02-28 Name: DOM MEŠTIANSKY            |
| ja   | Datei hochladen | Bürgerhaus(sk) ObjektID: 309-1360/0                           | Mierové nám. 22 Standort KG: Trenčín Konskr.Nr.: 22                   | prejazdový,radový;Sídlo Trenčianskej župy               | Reihenhaus, Passage, Sitz der Bezirksverwaltung                              | č. NKP: 309-1360/0 Stand des NKP: 2012-02-28 Name: DOM MEŠTIANSKY            |
| ja   | Datei hochladen | Bürgerhaus(sk) ObjektID: 309-1361/0                           | Mierové nám. 24 Standort KG: Trenčín Konskr.Nr.: 24                   | sieňový,radový                                          | Reihenhaus, Vorhof                                                           | č. NKP: 309-1361/0 Stand des NKP: 2012-02-28 Name: DOM MEŠTIANSKY            |
| ja   | Datei hochladen | Bürgerhaus(sk) ObjektID: 309-1362/0                           | Mierové nám. 25 Standort KG: Trenčín Konskr.Nr.: 25                   | prejazdový,radový                                       | Reihenhaus, Passage                                                          | č. NKP: 309-1362/0 Stand des NKP: 2012-02-28 Name: DOM MEŠTIANSKY            |
| ja   | Datei hochladen | Bürgerhaus(sk) ObjektID: 309-1363/0                           | Mierové nám. 26 Standort KG: Trenčín Konskr.Nr.: 26                   | prejazdový,radový                                       | Reihenhaus, Passage                                                          | č. NKP: 309-1363/0 Stand des NKP: 2012-02-28 Name: DOM MEŠTIANSKY            |
| ja   | Datei hochladen | Bürgerhaus(sk) ObjektID: 309-1364/0                           | Mierové nám. 27 Standort KG: Trenčín Konskr.Nr.: 27                   | prejazdový,radový                                       | Reihenhaus, Passage                                                          | č. NKP: 309-1364/0 Stand des NKP: 2012-02-28 Name: DOM MEŠTIANSKY            |
| ja   | Datei hochladen | Bürgerhaus(sk) ObjektID: 309-1365/0                           | Mierové nám. 28 Standort KG: Trenčín Konskr.Nr.: 28                   | prejazdový,radový                                       | Reihenhaus, Passage                                                          | č. NKP: 309-1365/0 Stand des NKP: 2012-02-28 Name: DOM MEŠTIANSKY            |
| ja   | Datei hochladen | Bürgerhaus(sk) ObjektID: 309-1366/0                           | Mierové nám. 30 Standort KG: Trenčín Konskr.Nr.: 30                   | prejazdový,radový;pekáreň Messerschmidt                 | Reihenhaus, Passage, Bäckerei Messerschmidt                                  | č. NKP: 309-1366/0 Stand des NKP: 2012-02-28 Name: DOM MEŠTIANSKY            |
| ja   | Datei hochladen | Bürgerhaus(sk) ObjektID: 309-1367/0                           | Mierové nám. 31 Standort KG: Trenčín Konskr.Nr.: 31                   | prejazdový,radový                                       | Reihenhaus, Passage                                                          | č. NKP: 309-1367/0 Stand des NKP: 2012-02-28 Name: DOM MEŠTIANSKY            |
| ja   | Datei hochladen | Bürgerhaus(sk) ObjektID: 309-1368/0                           | Mierové nám. 32 Standort KG: Trenčín Konskr.Nr.: 32                   | prejazdový,radový                                       | Reihenhaus, Passage                                                          | č. NKP: 309-1368/0 Stand des NKP: 2012-02-28 Name: DOM MEŠTIANSKY            |
| ja   | Datei hochladen | Gedenktafel(sk) ObjektID: 309-2452/0                          | Mierové nám. 33 Standort KG: Trenčín Konskr.Nr.: 33                   | Holoubek Jozef;1892-1967,maliar                         | für Jozef Holoubek, Maler                                                    | č. NKP: 309-2452/0 Stand des NKP: 2012-02-28 Name: TABUĽA PAMÄTNÁ            |
| ja   | Datei hochladen | Bürgerhaus(sk) ObjektID: 309-1369/0                           | Mierové nám. 34 Standort KG: Trenčín Konskr.Nr.: 34                   | prejazdový,radový                                       | Reihenhaus, Passage                                                          | č. NKP: 309-1369/0 Stand des NKP: 2012-02-28 Name: DOM MEŠTIANSKY            |
| ja   | Datei hochladen | Bürgerhaus(sk) ObjektID: 309-1370/0                           | Mierové nám. 36 Standort KG: Trenčín Konskr.Nr.: 36,6427              | prejazdový,radový                                       | Reihenhaus, Passage                                                          | č. NKP: 309-1370/0 Stand des NKP: 2012-02-28 Name: DOM MEŠTIANSKY            |
| ja   | Datei hochladen | Bürgerhaus(sk) ObjektID: 309-1371/0                           | Mierové nám. 40 Standort KG: Trenčín Konskr.Nr.:                      | nárožný                                                 | Eckhaus                                                                      | č. NKP: 309-1371/0 Stand des NKP: 2012-02-28 Name: DOM MEŠTIANSKY            |
| ja   | Datei hochladen | Komitatshaus(sk) ObjektID: 309-1372/0                         | Mierové nám. 46 Standort KG: Trenčín Konskr.Nr.:                      |                                                         |                                                                              | č. NKP: 309-1372/0 Stand des NKP: 2012-02-28 Name: DOM ŽUPNÝ                 |
|      | Datei hochladen | Gedenkhaus(sk) ObjektID: 309-1336/1                           | Mládežnícka ul. 0 KG: Trenčín Konskr.Nr.:                             | Šebík J.;Sokolovňa                                      | für J. Šebik                                                                 | č. NKP: 309-1336/1 Stand des NKP: 2012-02-28 Name: DOM PAMÄTNÝ               |
|      | Datei hochladen | Gedenktafel(sk) ObjektID: 309-1336/2                          | Mládežnícka ul. 0 KG: Trenčín Konskr.Nr.:                             | Šebík J.;1920-1944                                      | für J. Šebik                                                                 | č. NKP: 309-1336/2 Stand des NKP: 2012-02-28 Name: TABUĽA PAMÄTNÁ            |
| ja   | Datei hochladen | Stadtpalais(sk) ObjektID: 309-10442/0                         | Palackého ul. 27 Standort KG: Trenčín Konskr.Nr.: 100                 | solitér;Galéria Bazovského                              | Galerie Bazovské                                                             | č. NKP: 309-10442/0 Stand des NKP: 2012-02-28 Name: PALÁC MESTSKÝ            |
| ja   | Datei hochladen | Familienhaus(sk) ObjektID: 309-10443/0                        | Palackého ul. 35 Standort KG: Trenčín Konskr.Nr.: 104                 | radový;Petrovičov dom                                   | Reihenhaus, Haus Petrovič                                                    | č. NKP: 309-10443/0 Stand des NKP: 2012-02-28 Name: DOM RODINNÝ              |
| ja   | Datei hochladen | Wohnhaus(sk) ObjektID: 309-10444/0                            | Palackého ul. 37 Standort KG: Trenčín Konskr.Nr.:                     | chodbový,nárožný;nájomný dom palác.typu                 | Eckhaus, palastartig                                                         | č. NKP: 309-10444/0 Stand des NKP: 2012-02-28 Name: DOM BYTOVÝ               |
|      | Datei hochladen | Gedenkvereinshaus(sk) ObjektID: 309-11629/1                   | Pribinova ul. 3 KG: Trenčín Konskr.Nr.: 197                           | solitér;kino Hviezda,kultúrne stredisk                  | Kino "Stern"                                                                 | č. NKP: 309-11629/1 Stand des NKP: 2012-02-28 Name: DOM SPOLKOVÝ PAMÄTNÝ     |
| ja   | Datei hochladen | Gedenktafel(sk) ObjektID: 309-11629/2                         | Pribinova ul. 3 KG: Trenčín Konskr.Nr.: 197                           | Pádivý Karol;1908-1965,skladateľ                        | für Karol Pádivý, Komponist, Dirigent und Lehrer                             | č. NKP: 309-11629/2 Stand des NKP: 2012-02-28 Name: TABUĽA PAMÄTNÁ           |
|      | Datei hochladen | Schule(sk) ObjektID: 309-11369/0                              | Rázusa M. ul. 1 KG: Trenčín Konskr.Nr.: 1450                          | nárožná;Obchodná akadémia                               | Eckhaus, Wirtschaftsakademie                                                 | č. NKP: 309-11369/0 Stand des NKP: 2012-02-28 Name: ŠKOLA                    |
| ja   | Datei hochladen | Hotel(sk) ObjektID: 309-2214/0                                | SNP nám. 2 Standort KG: Trenčín Konskr.Nr.: 388                       | nárožný;Hotel Tatra                                     | Eckhaus, Hotel Tatra                                                         | č. NKP: 309-2214/0 Stand des NKP: 2012-02-28 Name: HOTEL                     |
|      | Datei hochladen | Grab(sk) ObjektID: 309-1344/0                                 | Soblahovská ul. 0 KG: Trenčín Konskr.Nr.:                             | Brančík Karol Jozef;1842-1915,múzejník                  | des Karol Brančík, Museologe                                                 | č. NKP: 309-1344/0 Stand des NKP: 2012-02-28 Name: HROBKA                    |
|      | Datei hochladen | Grab mit Grabstein(sk) ObjektID: 309-2448/0                   | Soblahovská ul. KG: Trenčín Konskr.Nr.:                               | Bazovský Miloš Alexander;1899-1968,výtvarník            | des Miloš Alexander Bazovský, Künstler                                       | č. NKP: 309-2448/0 Stand des NKP: 2012-02-28 Name: HROB S NÁHROBKOM          |
| BW   | Datei hochladen | Kapelle(sk) ObjektID: 309-10447/0                             | Sv.Anny nám. 2 Standort KG: Trenčín Konskr.Nr.: 164                   | r.k.sv.Anny                                             | römisch-katholische Kapelle St. Anna                                         | č. NKP: 309-10447/0 Stand des NKP: 2012-02-28 Name: KAPLNKA                  |
| BW   | Datei hochladen | Gericht(sk) ObjektID: 309-2357/0                              | Sv.Anny nám. 3 Standort KG: Trenčín Konskr.Nr.: 17                    | ;Krajský súd                                            | Amtsgericht                                                                  | č. NKP: 309-2357/0 Stand des NKP: 2012-02-28 Name: SÚD                       |
|      | Datei hochladen | Denkmal(sk) ObjektID: 309-1334/0                              | Štefánikova ul. 0 KG: Trenčín Konskr.Nr.:                             | popravení I.sv.v.-44;príslušníci 71.pešieho pluku       | für die Mitglieder des 71. Infanterieregimentes                              | č. NKP: 309-1334/0 Stand des NKP: 2012-02-28 Name: POMNÍK                    |
| ja   | Datei hochladen | jüdische Schule(sk) ObjektID: 309-10445/0                     | Štúrovo nám. 8 Standort KG: Trenčín Konskr.Nr.: 128                   | chodbová;Židovská škola                                 |                                                                              | č. NKP: 309-10445/0 Stand des NKP: 2012-02-28 Name: ŠKOLA ŽIDOVSKÁ           |
| ja   | Datei hochladen | Bürgerhaus(sk) ObjektID: 309-10446/0                          | Štúrovo nám. 18 Standort KG: Trenčín Konskr.Nr.: 133                  | radový;nájomný dom                                      | Reihenhaus                                                                   | č. NKP: 309-10446/0 Stand des NKP: 2012-02-28 Name: DOM MEŠTIANSKY           |
| ja   | Datei hochladen | Synagoge(sk) ObjektID: 309-1380/0                             | Štúrovo nám. Standort KG: Trenčín Konskr.Nr.: 127                     | neologická                                              | neologische                                                                  | č. NKP: 309-1380/0 Stand des NKP: 2012-02-28 Name: SYNAGÓGA                  |
| ja   | Datei hochladen | Gedenkstätte mit Denkmal(sk) ObjektID: 309-1338/1             | Údolie hrdinov 0 KG: Trenčín Konskr.Nr.:                              | umučení antifašisti-69;miesto popravy 69 antifašistov   | für die Hinrichtungsstätte von 69 Antifaschisten                             | č. NKP: 309-1338/1 Stand des NKP: 2012-02-28 Name: MIESTO PAMÄTNÉ S POMNÍKOM |
|      | Datei hochladen | Grab mit Grabdenkmal(sk) ObjektID: 309-1338/2                 | Údolie hrdinov 0 KG: Trenčín Konskr.Nr.:                              | popravení antifašisti-69;3 pásy hrobov s pomníkom       | der hingerichteten Antifaschisten, 3 Reihen Gräber                           | č. NKP: 309-1338/2 Stand des NKP: 2012-02-28 Name: HROBY S POMNÍKOM          |
|      | Datei hochladen | ehemalige Kirche(sk) ObjektID: 309-10964/0                    | Vajanského ul. KG: Trenčín Konskr.Nr.:                                | skúmané čiastočne                                       | teilweise untersucht                                                         | č. NKP: 309-10964/0 Stand des NKP: 2012-02-28 Name: KOSTOL ZANIKNUTÝ         |
| BW   | Datei hochladen | Gebäude in regionaltypischem Baustil(sk) ObjektID: 309-1386/0 | 16 Standort KG: Záblatie Konskr.Nr.: 16                               | murovaný                                                |                                                                              | č. NKP: 309-1386/0 Stand des NKP: 2012-02-28 Name: DOM ĽUDOVÝ                |
| BW   | Datei hochladen | Schloss(sk) ObjektID: 309-1385/1                              | Standort KG: Záblatie Konskr.Nr.: 39-40                               | Serényiovský kaštieľ                                    | Herrenhaus Serényiov                                                         | č. NKP: 309-1385/1 Stand des NKP: 2012-02-28 Name: KAŠTIEĽ                   |
| BW   | Datei hochladen | Park(sk) ObjektID: 309-1385/2                                 | Standort KG: Záblatie Konskr.Nr.:                                     |                                                         |                                                                              | č. NKP: 309-1385/2 Stand des NKP: 2012-02-28 Name: PARK                      |
|      | Datei hochladen | Schloss(sk) ObjektID: 309-1395/0                              | 812 KG: Zlatovce Konskr.Nr.: 11                                       |                                                         |                                                                              | č. NKP: 309-1395/0 Stand des NKP: 2012-02-28 Name: KAŠTIEĽ                   |

## Legende
Die Tabelle enthält im Einzelnen folgende Informationen:
| Foto:                    | Fotografie des Denkmals. |
| Denkmal / č. ÚZPF:       | Die Übersetzung der Bezeichnung des Denkmals, wie sie vom Slowakischen Denkmalamt (Pamiatkový úrad Slovenskej republiky) verwendet wird. Die Originalbezeichnung ist unter dem Fragezeichen angegeben. Fehlt die Übersetzung, so wird die Originalbezeichnung direkt angezeigt. Weiters ist die Objekt-Identifikationsnummer (Objekt ID) angeführt. Sie ist die offizielle, in der Slowakei eindeutige Nummer č. ÚZPF inklusive der zugehörigen Zählnummer, wie sie in den Daten des Denkmalamtes angegeben wird. Da diese nur innerhalb eines Landkreises gezählt wird, ist dessen Nummer der Denkmalnummer vorangestellt. |
| Standort:                | Wenn in der Liste vorhanden, ist die Adresse angegeben. In Klammern kann sich noch eine zusätzliche Adresse befinden, wenn es beispielsweise ein Eckhaus ist. Bei freistehenden Objekten ohne Adresse (zum Beispiel bei Bildstöcken) ist eine Adresse angegeben, die in der Nähe des Objekts liegt. Durch Aufruf des Links Standort wird die Lage des Denkmals in verschiedenen Kartenprojekten angezeigt. Darunter sind die Katastralgemeinde (KG) und, wenn vorhanden, die Konskriptionsnummer (Konskr. Nr.) angegeben.                                                                                                   |
| Offizielle Beschreibung: | Es ist die Kurzbeschreibung auf Slowakisch, wie sie in den offiziellen Listen angegeben ist, eingetragen. |
| Beschreibung:            | Kurze Angaben zum Denkmal auf Deutsch. |
| Metadaten:               | Zusätzlich werden, wenn in den persönlichen Einstellungen das Helferlein Dauerhaftes Einblenden von Metadaten aktiviert ist, ebensolche angezeigt. |

- Karte mit allen Koordinaten:
- OSM |
- WikiMap